# Biblioteca Județeană Mureș din Târgu Mureș
Biblioteca Județeană Mureș (în maghiară Maros Megyei Könyvtár) este cea mai mare bibliotecă publică din județul Mureș, punând la dispoziția populației județului colecții de bibliotecă și servicii specifice. Instituția cu personalitate juridică, finanțată din bugetul Consiliului Județean Mureș, își are sediul principal în Palatul Culturii din Târgu Mureș. Îndeplinând funcția de bibliotecă municipală pentru Târgu Mureș, are trei filiale în cartierele Aleea Carpați, Dâmbul Pietros și Cornișa. Totodată, Biblioteca Teleki-Bolyai aparține din punct de vedere administrativ de Biblioteca Județeană Mureș.

## Istoric

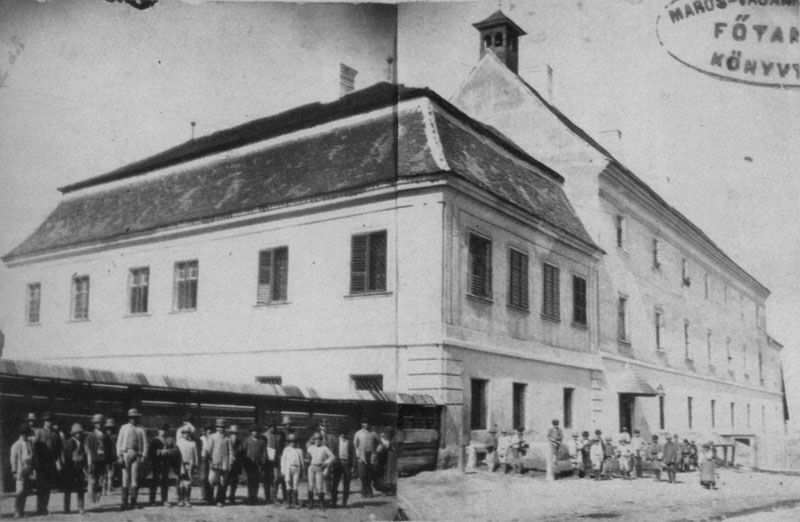
Auditoriul şi biblioteca Colegiului Reformat (1865)

### Începuturile
Pentru mai multe detalii, vezi și Colegiul Reformat din Târgu Mureș.
În 1557 a fost menționată o bibliotecă pe lângă predecesorul Colegiului Reformat din Târgu Mureș, numit Schola Particula, un așezământ instructiv-educativ în fosta mănăstire franciscană din cetate care este considerată de a fi prima de acest fel de pe cuprinsul României actuale.
 

Începând încă din secolul al XVII-lea, vechea școală din cetate s-a mutat pe strada Bolyai, lângă fosta biserică Sfântul Nicolae. La 30 aprilie 1718, prin unificarea acestei școli cu refugiații Colegiului Reformat din Sárospatak a luat ființă Colegiul Reformat din Târgu Mureș. Documentele atestă faptul că în anul 1744 s-a sesizat starea auditoriului și bibliotecii pentru a căror reconstruire s-a considerat necesar un fond de cel puțin 4 000 florini. Lucrările de construire a noului edificiu s-au desfășurat între anii 1777-1780, la peste trei decenii de la sesizarea stării anterioarei construcții. Lucrările s-au început la 30 aprilie 1777, când s-a stabilit amplasamentul, ca la 1 mai să înceapă săpăturile pentru fundații. În cea mai mare parte clădirea era realizată prin donații, costul total al lucrărilor ridicându-se până în anul 1780 la suma de 9 120 florini, 87 denari. În anul 1784, noua construcție de mărime apreciabilă (sala mare și biblioteca având o lungime de 13 stânjeni și o lățime de 7 stânjeni și 1 picior) a fost dată în folosință, cu care ocazie s-a făcut următoarea însemnare:
„Oratio ad inaugurandum auditorium gymnasii M.Vásárhelyensis”

### Biblioteca Teleki

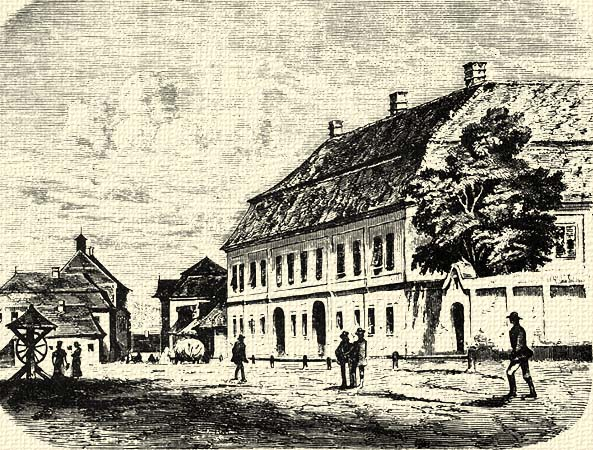
Gravura lui Balázs Orbán despre Biblioteca Teleki (dreapta)

Pentru mai multe detalii, vezi și Biblioteca Teleki-Bolyai din Târgu Mureș.
Acesteia i-a urmat ctitoria guvernatorului Transilvaniei, Sámuel Teleki, care, pe timpul când era la Viena, s-a gândit și a pus în aplicare planul unei mari biblioteci europene, instituție care tezaurizează resursele materiale ale întinselor moșii de pe Valea Mureșului, în rezerve spirituale.
Clădirea bibliotecii este un palat orășenesc cu planul în formă de „L”, construit la mijlocul anilor 1770 de către Kata Wesselényi, văduva lui Zsigmond Rhédey. Acesta constituie partea vestică a clădirii actuale. Kata Wesselényi s-a stins din viață în 1788 fără urmași, clădirea fiind moștenită astfel de nepoata sa de soră, Zsuzsanna Bethlen din Ictar, soția lui Sámuel Teleki. Prin extinderea palatului începând cu anul 1799, Sámuel Teleki a creat sala impozantă care a găzduit prima bibliotecă publică a Marelui Principat al Transilvaniei, deschidând portile în anul 1802 
Fondul de bază al bibliotecii îl constituie cele 40.000 de volume, printre care 66 de incunabule și o mulțime de opere și ediții rare din colecția personală a contelui. Colecția „Teleki" cuprinde, printre altele, cele 33 de volume ale Enciclopediei lui Diderot și D'Alambert, lexicoane contemporane și publicații ale unor academii și societăți științifice din Europa.

### Biblioteca orășenească
Primarul orașului, György Bernády, o personalitate erudită și ambițioasă care a susținut permanent modernizarea orașului, a convins Consiliul Orașului Liber Regesc să aprobe proiectul construirii Palatului Culturii care cuprindea între altele Biblioteca Orașului Liber Regesc Mureș-Oșorhei ocupând trei etaje dintr-o aripă separată a edificiului. Partea financiară era garantată de un proiect național în cadrul căruia guvernul de la Budapesta a alocat credite pe termen lung pentru orașele mici și mijlocii cu scopul construirii centrelor de cultură la împlinirea de 40 de ani de la încoronarea regelui Franz Joseph. Odată cu finalizarea lucrărilor, în 1913 s-a deschis biblioteca orășenească sub conducerea directorului dr. Gábor Molnár unde activitățile specifice se continuă acum sub numele de Biblioteca Județeană Mureș.